# Інтерлейкін-3
Інтрелейкін-3, IL3 (англ. Interleukin 3) – білок, який кодується геном IL3, розташованим у людей на короткому плечі 5-ї хромосоми.  Довжина поліпептидного ланцюга білка становить 152 амінокислот, а молекулярна маса — 17 233.
| 10         |  | 20         |  | 30         |  | 40         |  | 50         |
| ---------- |  | ---------- |  | ---------- |  | ---------- |  | ---------- |
| MSRLPVLLLL |  | QLLVRPGLQA |  | PMTQTTPLKT |  | SWVNCSNMID |  | EIITHLKQPP |
| LPLLDFNNLN |  | GEDQDILMEN |  | NLRRPNLEAF |  | NRAVKSLQNA |  | SAIESILKNL |
| LPCLPLATAA |  | PTRHPIHIKD |  | GDWNEFRRKL |  | TFYLKTLENA |  | QAQQTTLSLA |
| IF         |  |            |  |            |  |            |  |            |

A: Аланін

C: Цистеїн

D: Аспарагінова кислота

E: Глутамінова кислота

F: Фенілаланін

G: Гліцин

H: Гістидин

I: Ізолейцин

K: Лізин

L: Лейцин

M: Метіонін

N: Аспарагін

P: Пролін

Q: Глутамін

R: Аргінін

S: Серин

T: Треонін

V: Валін

W: Триптофан

Кодований геном білок за функціями належить до цитокінів, факторів росту. 
Задіяний у такому біологічному процесі як поліморфізм. 
Секретований назовні.